# Scutolauxania dissimilis
Scutolauxania dissimilis är en tvåvingeart som beskrevs av Malloch 1933. Scutolauxania dissimilis ingår i släktet Scutolauxania och familjen lövflugor.
Artens utbredningsområde är Peru. Inga underarter finns listade i Catalogue of Life.